# Natação nos Jogos Olímpicos de Verão de 2020 - 200 m peito masculino
A competição dos 200 m peito masculino da natação nos Jogos Olímpicos de Verão de 2020 foi disputada entre 27 e 29 de julho de 2021 no Centro Aquático, em Tóquio. Um total de 40 nadadores de 34 Comitês Olímpicos Nacionais (CON) participaram do evento.

## Qualificação
O tempo de qualificação olímpica ao evento foi de 2min10s35. Até dois nadadores por Comitê Olímpico Nacional (CON) poderiam se qualificar automaticamente nadando naquele tempo em um evento de qualificação aprovado. Por sua vez, o tempo de seleção olímpica foi de 2min14s26. Até um nadador por CON estaria elegível para a qualificação com esse tempo com sua entrada classificada em um ranking até que o número de participantes fosse atingido. CONs sem um nadador qualificado em qualquer evento poderiam obter seus lugares através das vagas de universalidade.

## Formato
A competição consiste em três rodadas: preliminares, semifinais e final. Os nadadores com os 16 melhores tempos nas baterias preliminares avançam as semifinais. Já os nadadores com os 8 melhores tempos nas semifinais avançam a final. Desempates (swim-offs) são utilizados conforme necessário para quebrar os empates de avanço a próxima rodada.

## Calendário
Horário local (UTC+9)
| Data                | Horário | Fase         |
| ------------------- | ------- | ------------ |
| 27 de julho de 2021 | 19:35   | Preliminares |
| 28 de julho de 2021 | 11:20   | Semifinais   |
| 29 de julho de 2021 | 10:40   | Final        |

## Medalhistas
| Ouro   | AUS Zac Stubblety-Cook |
| Prata  | NED Arno Kamminga      |
| Bronze | FIN Matti Mattsson     |

## Recordes
Antes desta competição, os recordes mundiais e olímpicos da prova eram os seguintes:
| Tipo | Atleta         | Tempo   | Local          | Data                |
| ---- | -------------- | ------- | -------------- | ------------------- |
|      | Anton Chupkov  | 2:06.12 | Gwangju        | 26 de julho de 2019 |
|      | Ippei Watanabe | 2:07.22 | Rio de Janeiro | 9 de agosto de 2016 |

Os seguintes recordes mundiais e/ou olímpicos foram estabelecidos durante esta competição:
| Data                | Evento | Atleta                 | Tempo   | Notas            |
| ------------------- | ------ | ---------------------- | ------- | ---------------- |
| 29 de julho de 2021 | Final  | AUS Zac Stubblety-Cook | 2:06.38 | Recorde olímpico |

## Resultados

### Preliminares
Os nadadores com as 16 primeiras colocações, independente da bateria, avançam as semifinais.
| Pos. | Bateria | Raia | Nadador               | CON                          | Tempo   | Notas            |
| ---- | ------- | ---- | --------------------- | ---------------------------- | ------- | ---------------- |
| 1    | 4       | 4    | Zac Stubblety-Cook    | AUS Austrália                | 2:07.37 | Q                |
| 1    | 4       | 5    | Arno Kamminga         | NED Países Baixos            | 2:07.37 | Q                |
| 3    | 3       | 2    | Matti Mattsson        | FIN Finlândia                | 2:08.44 | Q                |
| 4    | 5       | 3    | Nic Fink              | USA Estados Unidos           | 2:08.48 | Q                |
| 5    | 5       | 4    | Anton Chupkov         | ROC                          | 2:08.54 | Q                |
| 6    | 5       | 6    | Erik Persson          | SWE Suécia                   | 2:08.76 | Q                |
| 7    | 5       | 2    | Dmitriy Balandin      | KAZ Cazaquistão              | 2:08.99 | Q                |
| 8    | 4       | 3    | Ryuya Mura            | JPN Japão                    | 2:09.00 | Q                |
| 9    | 4       | 2    | Kirill Prigoda        | ROC                          | 2:09.21 | Q                |
| 10   | 5       | 5    | Matthew Wilson        | AUS Austrália                | 2:09.29 | Q                |
| 11   | 3       | 4    | Shoma Sato            | JPN Japão                    | 2:09.43 | Q                |
| 12   | 3       | 8    | Antoine Viquerat      | FRA França                   | 2:09.54 | Q                |
| 13   | 5       | 1    | Andrius Šidlauskas    | LTU Lituânia                 | 2:09.56 | Q                |
| 14   | 4       | 8    | Lyubomir Epitropov    | BUL Bulgária                 | 2:09.68 | Q,               |
| 15   | 3       | 5    | James Wilby           | GBR Grã-Bretanha             | 2:09.70 | Q                |
| 16   | 3       | 6    | Ross Murdoch          | GBR Grã-Bretanha             | 2:09.95 | Q                |
| 17   | 4       | 6    | Andrew Wilson         | USA Estados Unidos           | 2:09.97 |                  |
| 18   | 2       | 3    | Denis Petrashov       | KGZ Quirguistão              | 2:10.07 | Recorde nacional |
| 19   | 3       | 7    | Cho Sung-jae          | KOR Coreia do Sul            | 2:10.17 |                  |
| 20   | 3       | 3    | Marco Koch            | GER Alemanha                 | 2:10.18 |                  |
| 21   | 4       | 7    | Caspar Corbeau        | NED Países Baixos            | 2:10.21 |                  |
| 22   | 4       | 1    | Berkay Öğretir        | TUR Turquia                  | 2:10.73 |                  |
| 23   | 5       | 8    | Darragh Greene        | IRL Irlanda                  | 2:11.09 |                  |
| 24   | 2       | 4    | Anton McKee           | ISL Islândia                 | 2:11.64 |                  |
| 25   | 2       | 5    | Martin Allikvee       | EST Estônia                  | 2:12.60 |                  |
| 26   | 2       | 2    | Amro Al-Wir           | JOR Jordânia                 | 2:12.61 |                  |
| 27   | 2       | 7    | Ron Polonsky          | ISR Israel                   | 2:12.71 |                  |
| 28   | 3       | 1    | Christopher Rothbauer | AUT Áustria                  | 2:13.19 |                  |
| 29   | 1       | 2    | Tyler Christianson    | PAN Panamá                   | 2:13.41 | Recorde nacional |
| 30   | 2       | 6    | Jorge Murillo         | COL Colômbia                 | 2:13.46 |                  |
| 31   | 2       | 8    | Daniils Bobrovs       | LAT Letônia                  | 2:14.25 |                  |
| 32   | 1       | 6    | Ryan Maskelyne        | PNG Papua-Nova Guiné         | 2:15.33 | Recorde nacional |
| 33   | 2       | 1    | Adriel Sanes          | ISV Ilhas Virgens Americanas | 2:16.87 |                  |
| 34   | 1       | 3    | Josué Domínguez       | DOM República Dominicana     | 2:17.34 |                  |
| 35   | 1       | 4    | Taichi Vakasama       | FIJ Fiji                     | 2:17.35 |                  |
| 36   | 1       | 5    | Izaak Bastian         | BAH Bahamas                  | 2:17.40 |                  |
| 37   | 1       | 7    | Julio Horrego         | HON Honduras                 | 2:17.51 |                  |
| 38   | 1       | 1    | Arnoldo Herrera       | CRC Costa Rica               | 2:20.09 |                  |
| 39   | 1       | 8    | Abdulaziz Al-Obaidly  | QAT Catar                    | 2:23.22 |                  |
| 40   | 5       | 7    | Qin Haiyang           | CHN China                    | DSQ     |                  |

### Semifinais
Os nadadores com as 8 primeiras colocações, independente da bateria, avançam a final.
| Pos. | Bateria | Raia | Nadador            | CON                | Tempo   | Notas |
| ---- | ------- | ---- | ------------------ | ------------------ | ------- | ----- |
| 1    | 2       | 4    | Zac Stubblety-Cook | AUS Austrália      | 2:07.35 | Q     |
| 2    | 2       | 8    | James Wilby        | GBR Grã-Bretanha   | 2:07.91 | Q     |
| 3    | 1       | 4    | Arno Kamminga      | NED Países Baixos  | 2:07.99 | Q     |
| 4    | 1       | 5    | Nic Fink           | USA Estados Unidos | 2:08.00 | Q     |
| 5    | 2       | 5    | Matti Mattsson     | FIN Finlândia      | 2:08.22 | Q,    |
| 6    | 1       | 6    | Ryuya Mura         | JPN Japão          | 2:08.27 | Q     |
| 7    | 2       | 3    | Anton Chupkov      | ROC                | 2:08.54 | Q     |
| 8    | 1       | 3    | Erik Persson       | SWE Suécia         | 2:08.76 | Q     |
| 9    | 2       | 2    | Kirill Prigoda     | ROC                | 2:08.88 |       |
| 10   | 2       | 7    | Shoma Sato         | JPN Japão          | 2:09.04 |       |
| 11   | 2       | 6    | Dmitriy Balandin   | KAZ Cazaquistão    | 2:09.22 |       |
| 12   | 1       | 7    | Antoine Viquerat   | FRA França         | 2:09.97 |       |
| 12   | 1       | 8    | Ross Murdoch       | GBR Grã-Bretanha   | 2:09.97 |       |
| 14   | 1       | 2    | Matthew Wilson     | AUS Austrália      | 2:10.10 |       |
| 15   | 1       | 1    | Lyubomir Epitropov | BUL Bulgária       | 2:10.33 |       |
| 16   | 2       | 1    | Andrius Šidlauskas | LTU Lituânia       | 2:10.69 |       |

### Final
Os três nadadores mais rápidos na final conquistaram as medalhas.
| Pos. | Raia | Nadador            | CON                | Tempo   | Notas            |
| ---- | ---- | ------------------ | ------------------ | ------- | ---------------- |
| 01 ! | 4    | Zac Stubblety-Cook | AUS Austrália      | 2:06.38 | Recorde olímpico |
| 02 ! | 3    | Arno Kamminga      | NED Países Baixos  | 2:07.01 |                  |
| 03 ! | 2    | Matti Mattsson     | FIN Finlândia      | 2:07.13 |                  |
| 4    | 1    | Anton Chupkov      | ROC                | 2:07.24 |                  |
| 5    | 6    | Nic Fink           | USA Estados Unidos | 2:07.93 |                  |
| 6    | 5    | James Wilby        | GBR Grã-Bretanha   | 2:08.19 |                  |
| 7    | 7    | Ryuya Mura         | JPN Japão          | 2:08.42 |                  |
| 8    | 8    | Erik Persson       | SWE Suécia         | 2:08.88 |                  |

Legenda
| Recorde mundial      | Recorde mundial (World record)               |                       | Recorde africano                      | Recorde africano (African) |                                           | Q | Classificado por posição (Qualified) |
| Recorde olímpico     | Recorde olímpico (Olympic record)            | Recorde da América    | Recorde da América (Americas)         | q                          | Classificado por melhor tempo (Qualified) |   |                                      |
| Melhor marca do ano  | Melhor marca do ano (World leading)          | Recorde asiático      | Recorde asiático (Asian)              | DNS                        | Não largou (Did not start)                |   |                                      |
| Recorde nacional     | Recorde nacional (National record)           | Recorde europeu       | Recorde europeu (European)            | DNF                        | Não terminou (Did not finish)             |   |                                      |
| Recorde pessoal      | Recorde pessoal do atleta (Personal best)    | Recorde da Oceania    | Recorde da Oceania (Oceania)          | DSQ / DQ                   | Desclassificado (Disqualified)            |   |                                      |
| Recorde da temporada | Recorde da temporada do atleta (Season best) | Recorde sul-americano | Recorde sul-americano (South America) | NM                         | Sem marca (No mark)                       |   |                                      |